# フランク・ティプラー
フランク・ジェニングス・ティプラー三世（英: Frank Jennings Tipler III、1947年2月1日 - ）は、数理物理学者。
ニューオーリンズにあるチューレーン大学で数学科と物理学科の教授を務める。

## 経歴
アラバマ州 Andalusia 生まれ。1969年、マサチューセッツ工科大学で物理学の修士号を得た。
1979年、メリーランド大学カレッジパーク校で博士号を得た。学位論文のテーマは一般相対性理論に関するもので、スティーブン・ホーキングとロジャー・ペンローズの技法を使って、もしタイムマシンが発明された場合、それを使うことで特異点が形成されることを証明したものであった。その後、ポストドクターとして物理学者ジョン・ホイーラー、Abraham Taub、Rainer Sachs、デニス・シアマに雇われた。
1981年、チューレーン大学で数理物理学の教授となり、以降同大学で教鞭をとっている。

## 業績

### オメガ点
1994年、ティプラーは議論を醸した本 The Physics of Immortality（不死の物理学）を出版した。それによると、ティプラーは物理学の既知の法則と矛盾しない形でコンピュータ知性によって不死性と死者の復活のための機構を提供できると主張し、これをオメガ点と名づけ、神と同じとした。この主張の元となる考え方は、知的な種の発展によって科学の進歩が指数関数的に加速され、最終的には可能な限り大きなスケールで宇宙を制御可能になるだろうということである。ティプラーは、そのプロセスが全能の知性によって最高点に達するだろうと予測する。その知性の計算速度とストレージの成長は指数関数的であり、宇宙の崩壊速度を超える。それによって「経験的時間」が無限に生じ、その宇宙の歴史にかつて存在したあらゆる知的生命体のコンピュータシミュレーションを実行できるようになる。このバーチャルリアリティのエミュレーションを指してティプラーは「死者の復活」と称している。
最近ではティプラーは、既知の物理法則の侵害を避けるにはオメガ点の存在が必須だと主張している。
ネイチャー誌上でのジョージ・エリスの書評によると、ティプラーのオメガ点に関する本は「疑似科学の傑作…科学や哲学の規範の一般的制約に制限されない豊かな想像力の産物」とされた。マイケル・シャーマーは著書 Why People Believe Weird Things（何故人々は超自然的なことを信じるのか?）で1つの章を割いてティプラーの説の欠陥を列挙した。一方オックスフォード大学の物理学教授であるデイヴィッド・ドイッチュ（1985年、量子計算のアルゴリズムを定式化した量子コンピュータ研究のパイオニア）は、ティプラーのオメガ点は物理学的には基本的に正しいと認めた。しかし1997年の著書 The Fabric of Reality でドイッチュはティプラーのオメガ点の概念を中心に据えながら、ティプラーがオメガ点を神であるとしたことは支持しなかった。だが、ドイッチュはオメガ点に近い社会では無限の計算リソースが利用可能であり（すなわち、任意の有限な時間で追加のリソースが継続的にオンラインとなる）、（死者の復活も様々な可能世界も含めて）任意の環境をエミュレート可能であることには合意したが、これは論理的には矛盾しない。
1986年のジョン・D・バロウとの共著 The Anthropic Cosmological Principle では、目的論の歴史を概観し、人類の存在が可能となるような多数の物理学的偶然があることを示し（人間原理）、宇宙の終焉を考察している。これはオメガ点理論を記述した最初の著書であった。
2007年の著書 The Physics of Christianity は、オメガ点理論とキリスト教神学との整合性を分析している。同書でティプラーはオメガ点をユダヤ教･キリスト教的神であるとし、特にキリスト教神学の教義と一致しているとした。また、新約聖書に描かれたイエス・キリストが行ったとされる奇跡が、我々がシミュレーテッドリアリティの中にまだ入っていないとしても、既知の物理法則に違反せずに行える可能性を分析した（シミュレーテッドリアリティの中にいるなら、奇跡は容易に起こせる）。ティプラーはインテリジェント・デザインの支持者である。
ここ数年、ティプラーは神学者ヴォルフハルト・パネンベルク（Wolfhart Pannenberg）と有意義な議論を行ってきた。

### 万物の量子重力理論
Reports on Progress in Physics に2005年に掲載された論文で、ティプラーは1962年にリチャード・P・ファインマンが発見して以来、スティーヴン・ワインバーグやブライス・ドウィットらが独自に発見しており、正しい量子重力理論が存在し続けていると主張している。しかし、ティプラーによればこれらの物理学者は、有限個の項からなる方程式を探していたため、一貫性を保つためにより高次の項数を必要とする性質上唯一の量子重力理論を捨てた。ティプラーは「彼らは正しい量子重力理論が一貫するのは、ある境界条件が与えられたときだけであるということを分かっていなかった…」と書いている（境界条件とは、最初のビッグバンと最後のオメガ点、宇宙論的特異点を含む）。ティプラーは、この量子重力理論の方程式は項ごとに有限だが、各項を有限とする機構によって項の列全体は無限になるとした（すなわち、違った形で無限が時空に存在すれば、それは時空を不安定にし、さらに宇宙論的特異点に転送され、それによって宇宙が非存在へと直ちに崩壊することを防止する）。ティプラーは「これ（無限級数）が我々にできる最善のことだという事実は数学的根本原理である。… これは複素解析におけるリウヴィルの定理 (解析学)（定数関数以外の全ての解析関数は、座標の原点から有限の距離か無限遠のどちらかに特異点を持つ）にも似ている」と書いている。
上述の論文でティプラーは、上述の量子重力理論と拡張標準模型を統合することで、物理学における全ての力を統合する正しい万物の理論 (TOE) を形成すると主張している。
ティプラーの論文は、Reports on Progress in Physics（2005年 [Vol. 68]）に掲載された50の論文の中で、12本の "Highlights of 2005"（優秀論文）の1つに選ばれた。この選定は編集委員会の厳しい審査によるものである。Reports on Progress in Physics はイギリス物理学会の主要な学会誌である（Journal Citation Reports のインパクトファクターによる）。

## 著作
- Frank J. Tipler, The Physics of Christianity (New York: Doubleday, 2007), ISBN 0385514247. 第1章と第2章の抜粋
- Frank J. Tipler, The Physics of Immortality: Modern Cosmology, God and the Resurrection of the Dead (New York: Doubleday, 1994), ISBN 0198519494.
- John D. Barrow and Frank J. Tipler, Foreword by John A. Wheeler, The Anthropic Cosmological Principle (Oxford: Oxford University Press, 1986), ISBN 0198519494. 第1章の抜粋

## 論文・記事
- SAO/NASA Astrophysics Data System (ADS) search for articles by Tipler. University of Nottingham mirror search.
- arXiv.org search for articles by Tipler. xxx.lanl.gov mirror search.
- "Various Articles by Prof. Frank J. Tipler," - ウェイバックマシン（2009年8月29日アーカイブ分） Theophysics.
- F. J. Tipler, "The Star of Bethlehem: A Type Ia/Ic Supernova in the Andromeda Galaxy?," Observatory, Vol. 125 (June 2005), pp. 168-174. こちらにもある。
- F. J. Tipler, "The structure of the world from pure numbers," Reports on Progress in Physics, Vol. 68, No. 4 (April 2005), pp. 897-964. こちらも参照。 また "Feynman-Weinberg Quantum Gravity and the Extended Standard Model as a Theory of Everything," としてもリリースされている（arXiv:0704.3276, 2007年4月24日）
- Frank Tipler, "The Omega Point and Christianity," Gamma, Vol. 10, No. 2 (April 2003), pp. 14-23; 誤字を修正してフォーマットエラーを修正した版がこちらとこちらとこちらにある。
- Frank J. Tipler, "Intelligent life in cosmology," - ウェイバックマシン（2007年9月27日アーカイブ分） International Journal of Astrobiology, Vol. 2, Issue 2 (April 2003), pp. 141-148; こちらにもある。こちらも参照。 また arXiv:0704.0058, March 31, 2007. もある。
- Frank J. Tipler, "The Value/Fact Distinction: Coase's Theorem Unifies Normative and Positive Economics," Social Science Research Network (SSRN), January 15, 2007.
- Frank J. Tipler, "Refereed Journals: Do They Insure Quality or Enforce Orthodoxy?," Progress in Complexity, Information, and Design (PCID), Vols. 2.1 and 2.2 (January-June 2003). See also こちらとこちらとこちらも参照。 また、Uncommon Dissent: Intellectuals Who Find Darwinism Unconvincing の第7章として出版されている。edited by William A. Dembski, Foreword by John Wilson (Wilmington, Delaware: ISI Books, 2004), ISBN 1932236309.